# Фрицман, Эрнест Христианович
Эрнест Христианович Фрицман; (2 февраля 1879, Ямбург — 2 февраля 1942, Ленинград) — русский химик, профессор, заведующий лабораторией количественного анализа при Ленинградском государственном университете, ученик и помощник Л. А. Чугаева.

## Биография
Э. Х. Фрицман родился в г. Ямбурге (Кингисеппе) 2 февраля 1879 г., в семье сельского учителя-эстонца, окончил классическую гимназию в г. Нарве, а затем в 1905 г. физико-математический факультет Петербургского университета. По окончании университета он был оставлен при кафедре органической химии для подготовки к профессорскому званию и одновременно получил место лаборанта (по теперешней номенклатуре — ассистента) по количественному анализу.
В 1908 г. Э. Х. Фрицман специализировался в области неорганической химии и работал последовательно лаборантом, ассистентом, заведующим хозяйственной частью лаборатории и доцентом; в 1935 г. он получил звание профессора, перешёл на специальность аналитической химии и заведовал лабораторией количественного анализа до 1942 г.
В 1909 г. Эрнест Христианович был командирован в Германию, где работал у известного ученого профессора Абегга. 
На кафедре неорганической химии с 1908 по 1922 г. Э. Фрицман был постоянным помощником проф. Л. А. Чугаева по заведованию лабораторией и вел всю административно-хозяйственную работу по лаборатории, в которой всегда работало много студентов и лаборантов, все время кипела научная работа.
Когда в 1918 г. был организован Институт по изучению платины и других благородных металлов при Комиссии по изучению естественных производительных сил России (КЕПС) Академии Наук, Э. Х. Фрицман был приглашен директором Института Л. А. Чугаевым на должность сотрудника и одновременно состоял членом Совета Института. Работа его в этом институте продолжалась до марта 1931 года, когда Ленинградский университет поручил ему заведовать музеем-кабинетом Д. И. Менделеева. В 1934 г. кабинет демонстрировался юбилейному Менделеевскому съезду и Э. Х. Фрицману была выражена благодарность за работу. 
После смерти Л. А. Чугаева в 1922 г. на долю Э. Х. Фрицмана выпала обязанность привести в порядок бумаги покойного и опубликовать его неопубликованные труды. Эрнест Христианович успешно выполнил эту трудную задачу, оформив и опубликовав все работы, оставшиеся незаконченными; при этом несколько статей было написано им по черновым запискам и лабораторным дневникам Л. А. Чугаева.
Умер Эрнест Христианович Фрицман, крупный химик России, посвятивший свои труды изучению платиновых металлов, в 1942 г. во время блокады Ленинграда.

## Вклад
Очень много времени и сил Э. Х. Фрицман посвятил истории изучения платины. Им собран огромный материал по истории открытия научных и прикладных исследований по платине, добывании и аффинировании платиновых металлов у нас и за границей. Этот большой и интересный труд остался незаконченным и хранится н Архиве Академии Наук в Ленинграде.
Всю свою жизнь Эрнест Христианович вел непрерывную педагогическую, научную и административно-организационную работу. Этот усердный труд был остановлен безвременной смертью во время блокады Ленинграда немецко-фашистскими захватчиками.